# Rhodobryum
Rhodobryum és un gènere de molses de la família de les briàcies. Conté 56 espècies, distribuïdes arreu del món.

## Descripció
Són molses que creixen de forma aïllada o en gespes de fins a 6 centímetres d'alçada, de color verd fosc i aspecte brillant. Presenten uns caulidis rizomatosos, subterranis amb branques erectes. Presenta uns fil·lidis espatulats, dentats a l'àpex i de nervi percurrent o excurrent. Estan agrupats en rosetes terminals cridaneres, (de fet el nom del gènere està compost pel mot greg rhodon que significa rosa). Presenten varis esporòfits per roseta, els quals presenten càpsules el·lipsoïdals, de coll curt i pèndules. Un dels trets més característics del gènere es que presenten uns caulidis molt diferenciats, que presenten cèl·lules conductores que faciliten el transport de productes assimilats, tret compartit amb altres gèneres de la família de les briàcies.

## Taxonomia
Les següents espècies són autòctones dels Països Catalans:
- Rhodobryum ontariense
- Rhodobryum roseum